# Pheidole praeusta

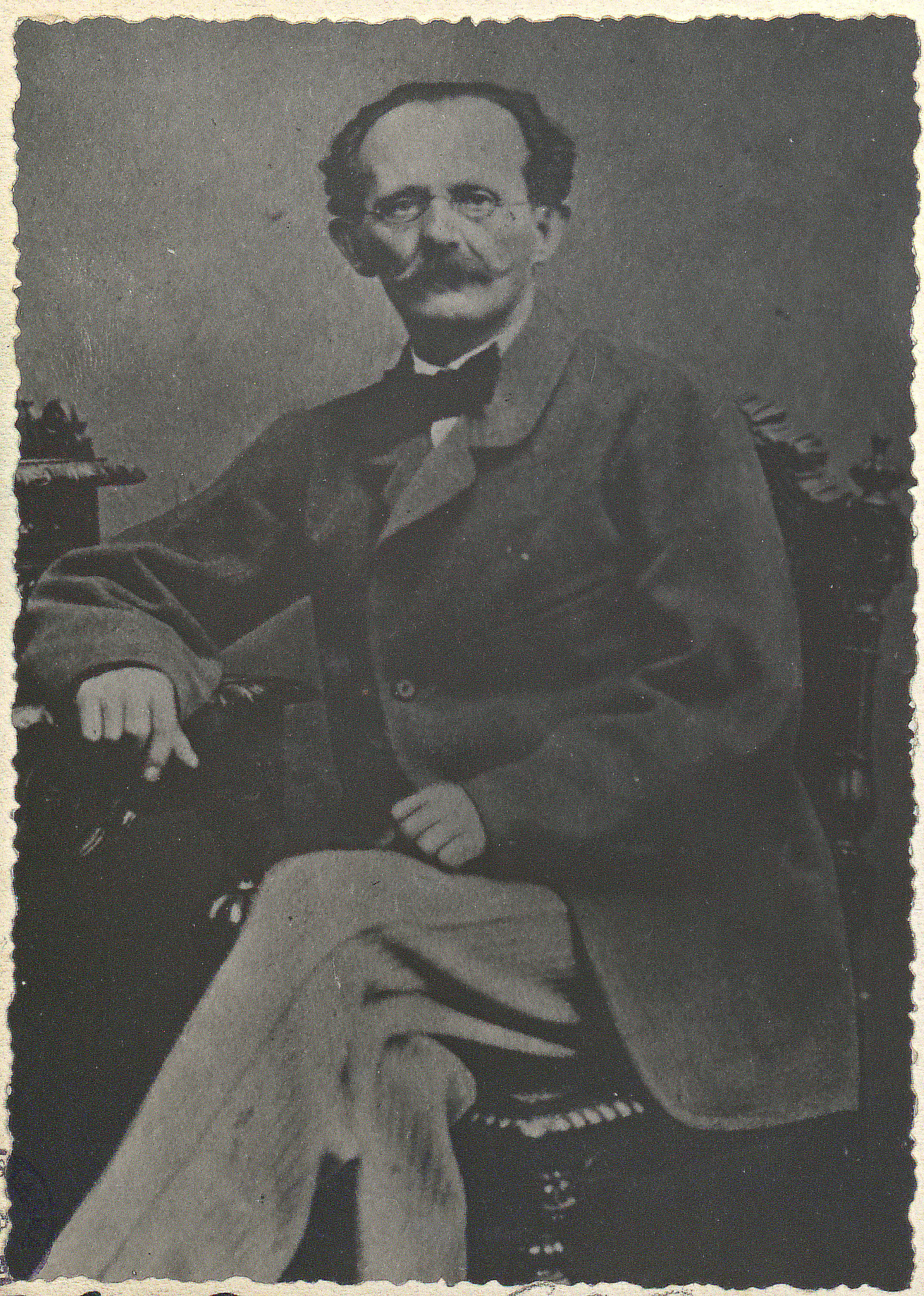
Юлиус Рогер впервые описал этот вид в 1863 году

Pheidole praeusta  (лат.) — вид муравьёв рода Pheidole из подсемейства Myrmicinae (Formicidae). Южная Америка (Колумбия).

## Распространение
Колумбия.

## Описание
Мелкие земляные мирмициновые муравьи с триморфичной кастой рабочих, длина от 2 мм (мелкие красно-коричневые рабочие) до 5 мм (крупные желтовато-оранжевые солдаты). Представитель комплекса видов Pheidole с гигантскими солдатами (супермайорами) и короткими щетинистыми волосками в более крупной группе Pheidole fallax, в которую входят Pheidole astur, Pheidole oxyops, Pheidole praeusta и Pheidole trageri. Основные отличия солдат: ругоретикулум на голове отсутствует; кили непосредственно у средней линии дорсальной поверхности головы достигают затылка; затылочные доли гладкие и блестящие; мезонотальная выпуклость заметна; проподеальные шипики маленькие, тонкие и вертикальные к базальной проподеальной поверхности; узелок постпетиоля при взгляде сверху эллиптический, с угловатыми боковыми краями; передний и латеральный края спинки переднеспинки поперечно-килеватые; проподеум полностью килевидный. Основные отличия мелких рабочих: затылок несколько сужен, с затылочным воротником; дорсальный край петиолярного узелка на виде сзади двузубый; проподеальные шипики редуцирован до зубца; переднеспинка полностью гладкая и блестящая.
Голова крупных солдат длинно-четырехугольная с почти параллельными боковыми краями, края глубокие сзади с широкими углами, лобная бороздка отчетливая, глубокая сзади. Мандибулы крупные, перед режущим краем выемчатые, там с несколькими удлиненными ямочками, в остальном по отдельности пунктированные и продольно морщинистые у основания; кончик широко зубчатый с выемкой. Лоб глубокий, блестящий. Клипеус продольно-морщинистый, посередине килевидный; морщины выгибаются наружу и соединяются с морщинами на щеках. Голова с боков прямая, на лбу сильно суженная наружу и полосатая или морщинистая; меньшая угловатая задняя половина головы блестящая, гладкая, с рассеянными плоскими пунктурами. Нижняя сторона головы спереди мелкополосатая, сзади блестящая с точками. Ширина груди едва ли составляет 1/4 ширины головы. Переднеспинка со слегка выступающими, закругленными углами; среднеспинка более узкая, блестящая, гладкая, с боков широко закругленная, сзади образует четкую поперечную выпуклость. Заднеспинка имеет 2 очень коротких, в основании широких, заостренных, почти вертикальных зубца. Бока груди, как и заднеспинка сверху, поперечно морщинистые. Поперечная выпуклость первого членика стебелька посередине слегка рваная; второй значительно шире и угловато вытянут по бокам, морщинистый поперек. Брюшко гладкое, блестящее, у основания мелко морщинистое. Ноги умеренно волосатые.

## Систематика
Таксон был впервые описан в 1863 году немецким мирмекологом Юлиусом Рогером (Julius Roger; 1819—1865), а его валидный видовой статус подтверждён в ходе родовой ревизии, проведённой в 2003 году американским мирмекологом профессором Эдвардом Уилсоном. Сходен с видами группы Pheidole fallax-group, отличаясь скульптурой головы и опушением. В 2022 году таксон Pheidole amata Forel, 1901 был сведён в синонимию к Ph. praeusta.